# Familieopstelling
Het maken van een familieopstelling is een vorm van alternatieve psychotherapie die in West-Europa geherintroduceerd werd door de Duitser Bert Hellinger. Hij kwam als West-Europeaan in aanraking met deze werkwijze toen hij als missionaris in Zuid-Afrika werkte. De werkwijze van Hellinger is het zogenaamd systemisch werken. Therapeuten en coaches die systemisch werken trachten door middel van het opstellen van iemands systeem van herkomst niet direct zichtbare relaties tussen familieleden en de eventuele knelpunten daartussen te herkennen, erkennen en zo mogelijk weg te nemen.

## Theorie
In de theorie van systemisch werken en Familieopstellingen wordt het "alwetend veld" gezien als een krachtig en universeel veld van energie en informatie, dat alles en iedereen omvat. Het wordt vaak ook aangeduid als het "morfogenetische veld" of "het veld van bewustzijn". Er is geen enkel fysiek bewijs voor het bestaan van een alwetend veld.
Het idee van het "alwetend veld" is afkomstig van de filosoof en bioloog Rupert Sheldrake, die het concept ontwikkelde als onderdeel van zijn theorie van morfische resonantie. Deze theorie stelt dat patronen en gedragingen zich kunnen ontwikkelen in een collectief bewustzijn en dat deze informatie kan worden overgedragen aan toekomstige generaties en individuen. Het idee van het "alwetend veld" is echter controversieel binnen de wetenschappelijke gemeenschap en wordt door sommigen als pseudowetenschappelijk beschouwd omdat het moeilijk te bewijzen of te meten is.
Volgens de theorie zijn alle levende wezens, inclusief mensen, verbonden met dit veld en dragen zij er informatie in mee die het gevolg is van hun ervaringen en geschiedenis. Deze informatie kan worden doorgegeven aan toekomstige generaties en kan van invloed zijn op het gedrag en de patronen van individuen en groepen. Dit "doorgeven" van informatie en/of trauma wordt Epigenetische Overdracht genoemd.
Binnen de context van Systemisch Coachen en Familieopstellingen wordt het "alwetend veld" gebruikt als een middel om verborgen dynamieken en patronen binnen een systeem (zoals een familie of organisatie) bloot te leggen. Door het opstellen van representatieve elementen van deze systemen, zoals familieleden of medewerkers, kan de coach of facilitator informatie verkrijgen over de relaties en onderlinge dynamiek binnen het systeem. Deze informatie kan worden gebruikt om de oorzaken van problemen of conflicten te identificeren en om mogelijke oplossingen te vinden.

## Praktijk
Een familieopstelling is een therapeutische sessie waarbij een deelnemer een vraagstuk inbrengt waar hij of zij helderheid over wil krijgen. Voor de hoofdrolspelers in dat vraagstuk, vaak familieleden van degene die het vraagstuk inbrengt, worden andere deelnemers uitgekozen als ‘representant’. De vragende deelnemer geeft hun een plaats in het vertrek ten opzichte van de andere deelnemers, deels geholpen door de therapeut.
Er ontstaat zo een tableau vivant dat achterliggende aspecten van het vraagstuk laat zien als de representanten worden ondervraagd over hun gevoelens en attitudes ten opzichte van elkaar en de situatie. Er komen verstrikkingen aan het licht (soms in eerdere generaties) die hebben geleid tot stagnatie in het huidige leven van de deelnemer. Vaak zijn die verstrikkingen onverwerkte gevoelens als gevolg van nare gebeurtenissen, zoals het jong overlijden van een ouder of een kind, oorlogservaring en scheiding van ouders. Die onverwerkte gevoelens kunnen later geboren kinderen onbewust en onbedoeld belasten, waardoor zij uit balans zijn. Aan de hand van eenvoudige instructies van de begeleider brengen de representanten beweging in de situatie en kan er rust komen tussen de personen die de representanten vertegenwoordigen. De effecten van de sessie zijn soms op korte, maar vaak op lange termijn merkbaar.
De methode wordt ook toegepast in organisaties, bijvoorbeeld om te onderzoeken waarom er stagnaties zijn in de ontwikkeling van een organisatie of waarom bepaalde conflicten telkens terugkeren. Er wordt in dit verband niet gesproken van een familieopstelling maar een organisatieopstelling.

## Kritiek
De methode is niet onomstreden.